# 阿尔南库尔
阿尔南库尔（法語：Arnancourt）是法国上马恩省的一个市镇，属于圣迪济耶区（Saint-Dizier）杜勒旺勒沙托县（Doulevant-le-Château）。该市镇总面积9.31平方公里，2009年时的人口为109人。

## 人口
阿尔南库尔人口变化图示